# 新雷鳥神機隊
《新雷鳥神機隊》（英語：Thunderbirds Are Go）為2015年起播出的英國與紐西蘭合製電視動畫作品，全三季共78集。本片為1965至1966年於英國播出的著名科幻人偶影集《雷鳥神機隊》的重啟與重製版本。製作方式則以CG動畫（主要於英國與台灣等地製作）搭配實景模型（主要於紐西蘭製作），並未採用舊作的人偶。各集約22分鐘（不含廣告）。
第一季內容已在2015年4月4日至6月20日（前半），與2015年10月31日至2016年1月23日（後半）分別於英國播畢。台灣則於2016年9月14日至12月8日期間，由公視於每週三、四下午18：00以中英雙語方式播出第一季（當週週六上午10:00重播週三、四播出的兩集內容），但台灣播出時的集數順序則有大幅變動。2017年3月15日起，同樣於每週三、四下午18：00開始播出第二季前半部的內容。
2016年10月22日起於英國開始播出第二季，另外並已獲得第三季的續約，但第三季亦為本片的最後一季內容。

## 概要
本片是定位成將1965年人偶影集《雷鳥神機隊》於50年後重啟與重製之作。基本故事架構為2060年以崔西家五兄弟為中心的「國際救援隊」，運用「雷鳥」機組的各種救難機，前往世界各地的事故與災害現場從事救難活動。
舊版是以人偶與場景模型來拍攝，但本作品則採取將人物與雷鳥機組以三次元電腦動畫方式製作，並搭配實攝場景模型合成的方式。製作國英國於2015年4月4日起於獨立電視台（ITV）每週六早上8:00（第一集為下午17：00）播出，另一個製作國紐西蘭則於2015年4月10日起在「TV2」頻道播出。

### 製作經緯
監製李察·泰勒（Richard Taylor）在童年曾看過原版《雷鳥神機隊》，並成為他自己的創作原點，因而動念想將之予以重拍。
當初由泰勒所率領的威塔數位工作室擔任特效製作的《魔戒》在倫敦首映時，曾邀請舊作的原創者之一西維亞·安德森（Sylvia Anderson，她後來於本作第一季第22集中，擔任客串角色的配音），並獲得她的許諾首肯且將開始製作試拍畫面，但因著作權的變更之故而使此企劃付諸流水。
2008年，自己成立了兒童電視節目製作公司「Pukeko Pictures」的泰勒，於2011年起再度提出重拍的企劃，終使本片得以誕生。

## 製作群
- 導演：David Scott、Theo Baynton、Karl Essex、Andrew McCully、Tim Gaul
- 劇本統籌：Rob Hoegee
- 場景模型製作：WETA WORKSHOP
- 攝影指導：Simon Godsiff
- 美術：Ben Milsom、Theo Baynton
- 雷鳥S號設計：河森正治
- 動畫顧問：Chad Moffitt
- CG動畫製作：西基電腦動畫公司
- 剪輯：Anthony Cox、Louise Pattinson
- 合成特效：Milk VFX
- 音效：Nigel Heath
- 配樂：Ben Foster、Nick Foster
- 原始主題音樂：Barry Gray
- 製片：Sharon Lark
- 行政製片：Estelle Hughes、Giles Ridge、Richard Taylor、Andrew Smith
- 原創：傑瑞·安德森、西維亞·安德森
- 製作協助：紐西蘭政府
- 製作・著作：ITV Studio、Pukeko Pictures

## 登場人物與配音

### 國際救援隊

#### 崔西家族
原版中相當於指揮官地位的崔西家父親傑夫·崔西，在本作中則設定成因船難失蹤而下落不明，故未登場（但在第三季完結篇中則確認生還，最終並由崔西五兄弟平安救回地球，重新擔任國際救援隊指揮官）。另外本片在日本NHK播放時，曾經對五兄弟的輩份作出極大改動，把戈登變成三子、約翰變成四子(特別是維吉與約翰輩份爭議詳見於下述)。消息一傳到英國時引起極大反彈，甚而讓本片總編劇羅伯·霍基（Rob Hoegee）在推特上提出解釋，後來日本官網則連忙將此資料刪除。
- 史考特·崔西(Scott Tracy)，英：拉斯穆·哈迪克(Rasmus Hardiker) ；日：浪川大輔

崔西家族長子。雷鳥1號駕駛員。從父親失蹤起同時兼任指揮官一職。
- 維吉·崔西(Virgil Tracy)，英：大衛·曼金(David Menkin) ；日：花輪英司

崔西家族三子，雷鳥2號駕駛員。有專屬的救援裝甲名為「生命爪」，與原作一樣懂彈鋼琴。
- 艾倫·崔西(Alan Tracy)，英：拉斯穆·哈迪克 ；日：村瀨步

崔西家族么子，雷鳥3號駕駛員。繼承了2004年真人電影版的青少年年紀。
- 戈登·崔西(Gordon Tracy)，英：大衛·曼金 ；日：柿原徹也

崔西家族四子，雷鳥4號駕駛員。一直鍾情於潘妮洛普小姐。
- 約翰·崔西(John Tracy)，英：湯瑪斯·布洛迪·桑斯特(Thomas Brodie-Sangster) ；日：KENN

崔西家族次子，通常於雷鳥5號值勤。一開始都是單獨工作，直至與AI程式「伊歐絲」言好後，與它成為合作夥伴。
- 崔西奶奶（Grandma Tracy），英：珊卓·狄金森(Sandra Dickinson) ；日：磯辺万沙子

崔西五兄弟的祖母，本名為莎莉（Sally）。
與舊版設定不同之處，在於較為年輕化，但做菜的本領頗為糟糕（她本人也有自覺），使得國際救援隊的成員們，還得不時設法躲掉被抓來試吃的機會。
通常並不參與救難工作，但在約翰無法管制時，會代理約翰以崔西島的通訊設備受理救難需求。

#### 其他成員
- 布瑞斯(Brains)：，英：拉斯穆·哈迪克 ；日：上田燿司

雷鳥機組的開發者，本作中設定為原名海蘭‧K‧哈肯貝克（Hiram K. Hackenbacker）的印度裔人士，早期劇情中甚至還會暈機。有個名為麥斯（MAX）的機械人助手。
- 凱優(Kayo，Tanusha "Kayo" Kyrano)：，英：安琪爾·庫碧(Angel Coulby) ；日：壽美菜子

本名塔努莎·奇拉諾（Tanusha Kyrano），19歲，雷鳥S號的駕駛員。負責國際救援隊的保安任務，也是格鬥技高手。在S號完成之前，主要擔任支援雷鳥3號的工作，與艾倫親如姊弟。但她實際上是胡德的姪女，國際救援隊中知道她真實身分的人，僅有崔西奶奶與生死不明的傑夫。
在第一季最終，凱優終於向眾人坦白了一切真相，但國際救援隊的成員們依舊接納了她。
基本角色定位相當於原版的婷婷·奇拉諾(Tin-Tin Kyrano)，但個性塑造上做了大幅變動。
- 伊歐絲(EOS)：，英：Teresa Gallagher ；日：佐藤美由希

內藏於雷鳥五號的人工智能，性格有如其女孩聲線般活潑俏皮。一開始它很擔心約翰會對其不利，所以一度把他反鎖於外太空任由他缺氧，然後又偽裝約翰的全息影像扮當天沒有災難發生。在一番談判後她總算安心信任國際救援隊。
在第二季於約翰暫時離開雷鳥五號時，略略作弄代崗的戈登和艾倫，還嫌他們的髮型過時。

### 其他角色
- 潘妮洛普·克雷頓華德小姐(Lady Penelope Creighton-Ward)：，英：羅莎蒙·派克（Rosamund Pike） ；日：清水理沙

活躍於倫敦的諜報員。在本作中亦為世界評議會成員，還飼養了一隻名叫「雪寶」的小型犬。由於她也改為年輕化，心儀對象由原作的傑夫改為戈登。
- 艾羅西斯·派克(Aloysius Parker)：，英：大衛·葛拉漢(David Graham) ；日：岩崎博

潘妮洛普的管家，也是座車FAB-1的駕駛。本作中的設定是軍人出身，因此也兼任潘妮洛普的保鑣。
擔任配音的大衛·葛拉漢，也是1965年版舊作中同一角色的配音員。

### 敵對角色
- 胡德(The Hood)：，英：安卓瑞·威廉斯(Andres Williams) ；日：石塚運昇(第一至第二季)、楠大典(第三季)

國際救援隊的宿敵，且疑似為造成崔西兄弟父親傑夫失蹤的黑幕人物，也是凱優的叔叔。
從事自大規模恐攻到小規模產業間諜等各類破壞活動，但其具體目的不明。
第一季完結篇中曾一度進占崔西島，但最終在凱優的調虎離山計之下宣告失敗，並遭全球防衛軍逮捕下獄。
第二季第十三集中由技工救出，後來將技工電暈，易容成軍方人員之一後逃離。
- 技工(The Mechanic)：，英：克里斯·賈曼(Chris Jarman) ；日：白熊寛嗣

從第二季開始出現的新敵人，出現時一向蒙面。
他的發明不只用來引發恐攻，甚至會直接攻擊國際救援隊；雷鳥四號還曾一度被他擊沉。
只知道他對布瑞斯很熟悉，但布瑞斯對其並沒有印象。
第二季完結篇在布瑞斯協助下擺脫胡德心靈操縱，由全球防衛軍收押於外太空的衛星監獄。
- 混沌小隊(The Chaos Crew)：

第三季主要的恐怖份子姊弟(輩份暫未確定)，早於第二季完結篇中將第二次被捕的胡德救出，成為其直屬下將。
姐姐Havoc(Aimee-Ffion Edwards)擅於利用全息影像製造多重分身從而偷竊、弟弟Fuse(Craig Stein)擅長同一時間內多重爆破造成破壞。
從2004年電影版中，胡德的一男一女手下Transom與Mullion所改編。

## 雷鳥機組
- 雷鳥一號

為超高速航空機。最高速度約為時速15000英里。機體裝有可在飛行中對地面目測確認用的大型視窗，並可透過駕駛員手臂上的控制器進行無線遙控。另外也配備了救難活動用的鋼索。
- 雷鳥二號

大型運輸機。最高速度約為時速5000公里，亦為垂直升降機，並可在水面上著水。與1號相同，可由駕駛員自外部進行無線遙控。
另外在遇到落雷等無法操縱的情況下，透過貨艙機具的核心零件以貨艙連線方式，亦可使用核心零件操縱。
機體為濃綠色，並有前掠翼設計與垂直起降機能。於總部出動時，是從經過偽裝的小型飛機用跑道，使用隱蔽式彈射器起飛。由於國際救援隊的活動具機密性，因此跑道與機庫外觀均施以偽裝掩蔽。
- 雷鳥三號

具有宇宙航行能力的火箭，負責大氣層外的救難活動。與一般的火箭與太空梭不同的是，雷鳥3號並不需要一般火箭所使用的輔助推進器與外掛燃料槽，便可單機直接飛出大氣層，並以原機返回地球。原本編制上還需要一至兩名支援人員，但僅有正駕駛一人也可操縱。操縱席(控制室內)則以側向配置。為了進行長期救難活動，機內配有兩人份的休息設備。
- 雷鳥四號

雷鳥四號是個具備尖端科技的小型潛艇，時速高達160節，專門負責水下搜救行動。
- 雷鳥五號

為太空站，負責接收救難訊號，並因應資訊的整理及傳達。軌道高度約54000公里。
外觀與機能上均與舊作的設定大為不同，除了有現實中太空站存在的發電用大型太陽能發電板與機械臂等裝備外，並設有以離心力來製造擬似重力的環狀重力區域及太空軌道電梯，且可透過軌道電梯直通崔西島。
可與雷鳥3號接駁的設定則與舊作相同。但舊作中艾倫會定期與約翰換班的設定，在本作中則並無描述。
- 雷鳥S號

雷鳥S號的「S」為「影子」（shadow）的簡稱，為凱優的座機。初期劇情中由於尚未開發完成，自中後期才開始登場。與其他雷鳥機組不同，因為它不只是用於救援任務。此外，雷鳥S號可能被部署用於涉及國際救援安全的任務，或追逐惡棍。
S號的機體設計，是由《超時空要塞》系列的導演河森正治所擔任。

## 各集資料

### 第一季
- 1	Ring Of Fire: Part 1
- 2	Ring Of Fire: Part 2
- 3	Space Race
- 4	Crosscut
- 5	Fireflash
- 6	Unplugged
- 7	Runaway
- 8	EOS
- 9	Slingshot
- 10	Tunnels of Time
- 11	Skyhook
- 12	Under Pressure
- 13	Heavy Metal
- 14	Falling Skies
- 15	Relic
- 16	Breakdown
- 17	Heist Society
- 18	Recharge
- 19	Extraction
- 20	The Hexpert
- 21	Comet Chasers
- 22	Designated Driver
- 23	Chain Of Command
- 24	Touch And Go
- 25	Undercover
- 26	Legacy

### 第二季
- 27	Earthbreaker
- 28	Ghost Ship
- 29	Deep Search
- 30	City Under the Sea
- 31	Colony
- 32	Up from the Depths Part 1
- 33	Up from the Depths Part 2
- 34	Lost Kingdom
- 35	Impact
- 36	High Strung
- 37	Weather or Not
- 38	Fight or Flight
- 39	Escape Proof
- 40     Volcano!
- 41     Power Play
- 42     Bolt From the Blue
- 43     Attack of the Reptiles
- 44     Grandma Tourismo
- 45     Clean Sweep
- 46     The Man from TB5
- 47a[7]    Inferno
- 48     Home on the Range
- 49     Long Haul
- 50     Rigged from Disaster
- 51     Hyperspeed
- 52     Brains v Brawn

### 第三季
- 53     Chaos Part 1
- 54     Chaos Part 2
- 55     Path of Destruction
- 56     Night and Day
- 57     Growing Pains
- 58     Life Signs
- 59     Rally Raid
- 60     Crash Course
- 61     Flame Out
- 62     Deep Water
- 63     Endgame
- 64     SOS - Part 1
- 65     SOS - Part 2
- 66     Signals - Part 1
- 67     Signals - Part 2
- 68     Chain Reaction
- 69     Getaway
- 70     Avalanche
- 71     Upside Down
- 72     Icarus
- 73     Break Out
- 74     Buried Treasure
- 75     Venom
- 76     Firebreak
- 77     The Long Reach Part 1
- 78     The Long Reach Part 2

## 註解
1. ↑  .   [2016-10-04]. （原始内容存档于2016-04-17）.
2. ↑  .   [2017-01-15]. （原始内容存档于2017-01-18）.
3. ↑  於英國版第二季第十八集「Grandma Tourismo」的對話中證實維吉應該是次子才正確，然而台釋在官方未確定輩份下決定他是三子，導致只好將錯就錯。
4. ↑  於第二季劇情中表明
5. ↑  第一季第八集劇情中，雷鳥五號被AI程式「伊歐絲」所占據時。
6. ↑  本作中鑑於與比利時漫畫《丁丁歷險記》(The Adventures of Tintin)的人物名稱雷同版權問題，而改動了角色人名。
7. ↑  基於2017年的倫敦沖天火災，本集取消在英國播放，然而愛奇藝因誤把製作次序當成播放次序而提早上傳

## 外部連結
- 官方网站（英文）
- 台灣公視播出官網 新雷鳥神機隊 （页面存档备份，存于）
- 本片特效製作工作室「Milk VFX」的專頁 （页面存档备份，存于）
- 互联网电影数据库（IMDb）上《Thunderbirds Are Go》的资料（英文）